# SG Flensburg-Handewitt
SG Flensburg-Handewitt – niemiecki męski klub piłki ręcznej z Flensburga, założony w 1990. Występuje w Bundeslidze, od 2001 mecze w roli gospodarza rozgrywa we Flens-Arenie. Mistrz Niemiec w sezonach 2003/2004 i 2017/2018, zwycięzca Ligi Mistrzów w sezonie 2013/2014, uczestnik Super Globe w 2014.
W tabeli wszech czasów Bundesligi SG Flensburg-Handewitt zajmuje 3. miejsce z bilansem 654 zwycięstw, 87 remisów i 255 porażek.

## Historia
Klub powstał w 1990 z połączenia sekcji piłki ręcznej TSB Flensburg i Handewitter SV. W 1992 wywalczył awans do Bundesligi i w debiutanckim sezonie 1992/1993 zajął w niej 16. pozycję (ostatnią niespadkową). Później jednak stał się czołowym zespołem niemieckim, a w sezonie 1995/1996 zdobył pierwszy medal mistrzostw Niemiec, plasując się w Bundeslidze na 2. miejscu. W kolejnych latach wywalczał kolejne medale, przede wszystkim srebrne. W sezonie 2003/2004, w którym odniósł 28 zwycięstw, zanotował dwa remisy i poniósł cztery porażki (58 punktów), zdobył mistrzostwo Niemiec (o dwa punkty wyprzedził drugi w tabeli THW Kiel). W sezonie 2017/2018, w którym wygrał 27 meczów, dwa zremisował i pięć przegrał, gromadząc 56 punktów, po raz drugi wywalczył mistrzostwo kraju. Ponadto SG Flensburg-Handewitt cztery razy wywalczył Puchar Niemiec (2003, 2004, 2005 i 2015), a także dwa razy sięgnął po Superpuchar Niemiec (2000 i 2013).
W Lidze Mistrzów zadebiutował w sezonie 2003/2004, w którym dotarł do finału, lecz przegrał w nim ze słoweńskim RK Celje (28:34; 30:28). W sezonie 2005/2006 drużyna doszła do półfinału LM, a w sezonie 2006/2007 ponownie awansowała do finału, przegrywając tym razem z THW Kiel (28:28; 27:29). W sezonie 2013/2014, po zmianie systemu rozgrywania LM, zespół awansował do Final Four – w półfinale pokonał FC Barcelonę (41:39), a w rozegranym 1 czerwca 2014 finale wygrał z THW Kiel (30:28), zostając zwycięzcą Ligi Mistrzów. W 2014 wziął udział w Super Globe, w którym zajął 3. miejsce po zwycięstwie z katarskim El Jaish (27:17).
SG Flensburg-Handewitt zdobył też Puchar EHF w sezonie 1996/1997, pokonując w rozegranym 13 i 19 kwietnia 1997 dwumeczu finałowym duński Virum-Sorgenfri HK (22:25; 30:17). Wywalczył także Puchar Miast w sezonie 1998/1999, a w sezonach 2000/2001 i 2011/2012 triumfował w Pucharze Zdobywców Pucharów.

## Sukcesy
Krajowe
- Bundesliga:
  - 1. miejsce: 2003/2004[3], 2017/2018[4]

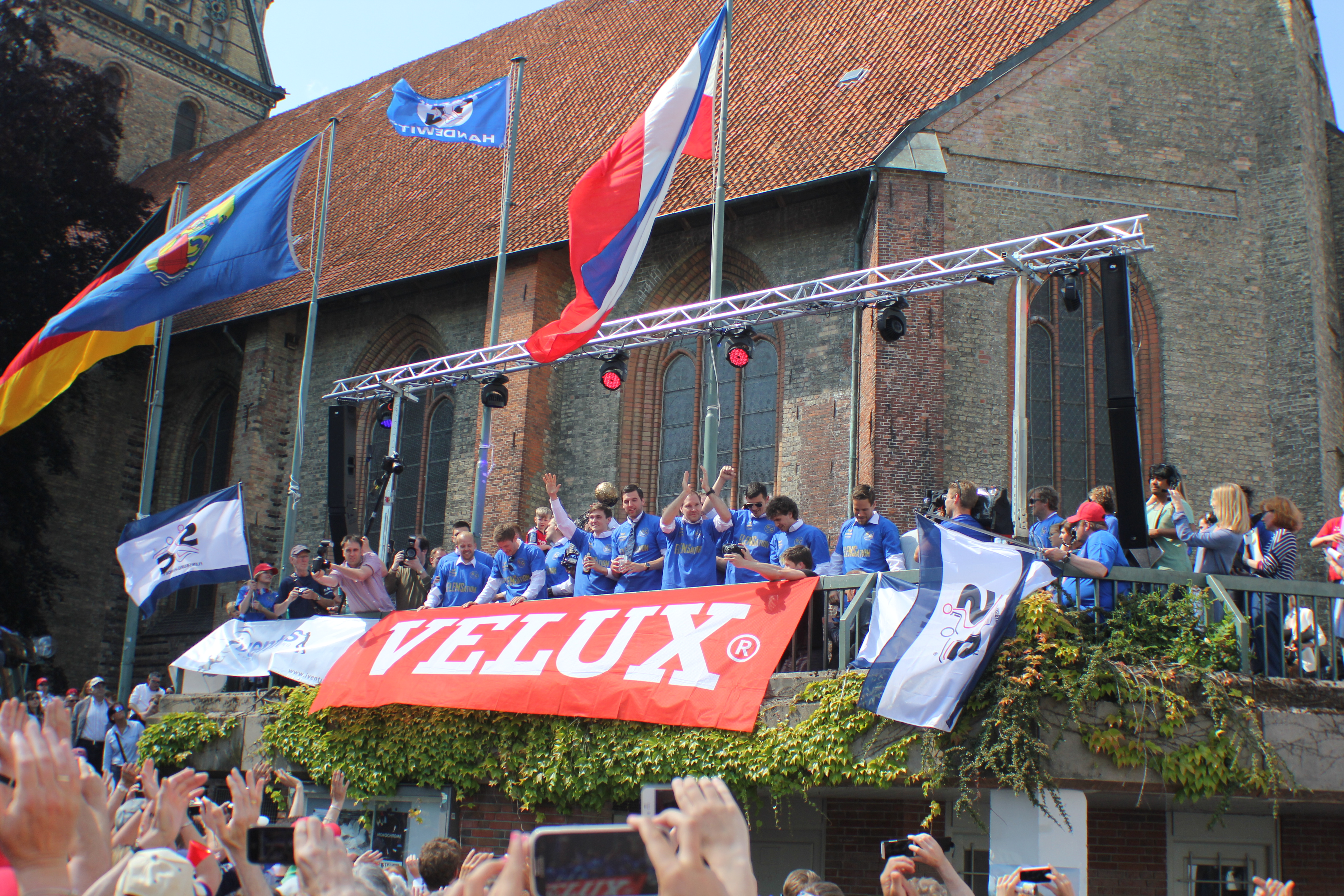
Drużyna po zwycięstwie w Lidze Mistrzów w sezonie 2013/2014

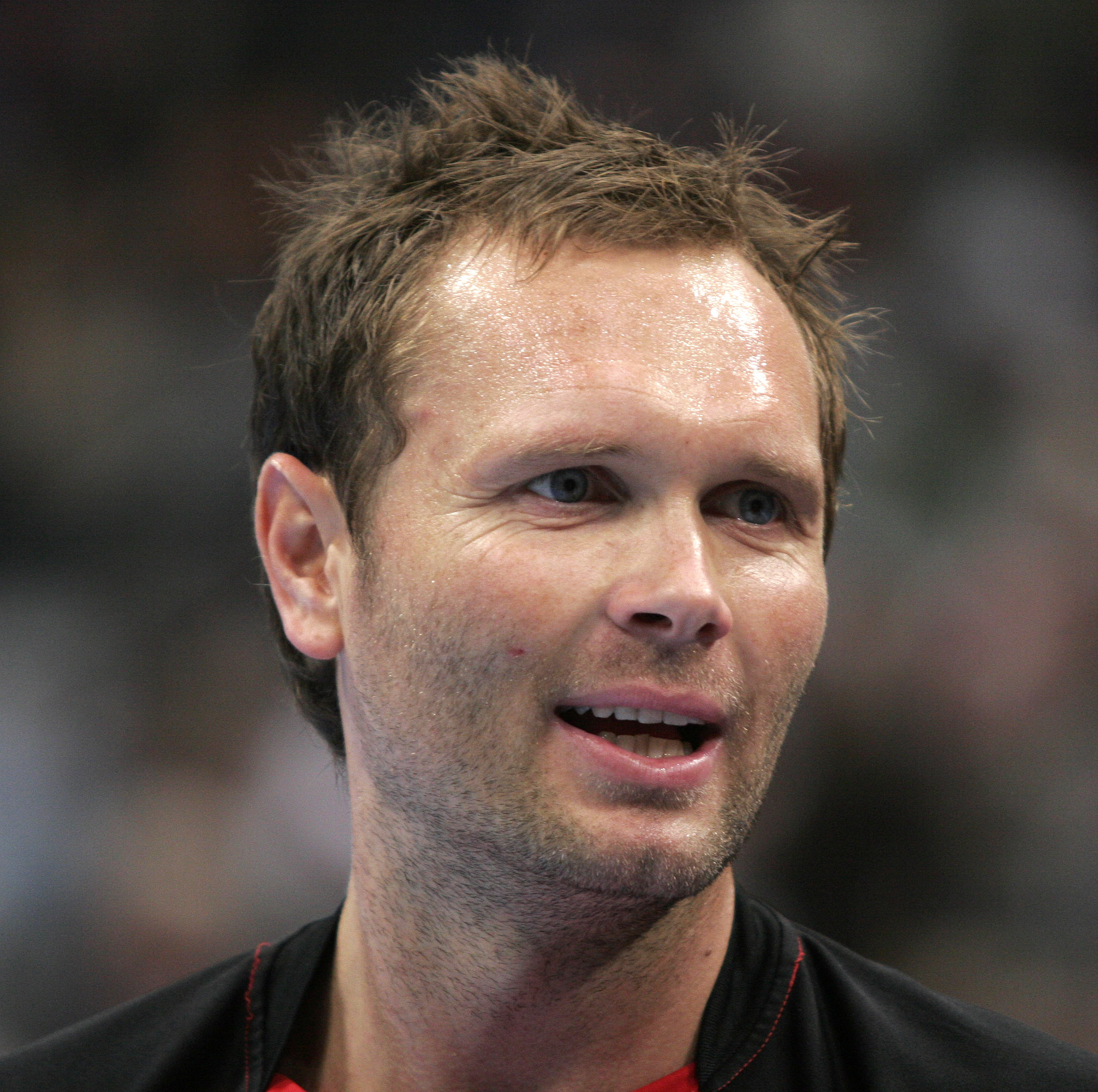
Lars Christiansen, w latach 1996–2010 zawodnik SG Flensburg-Handewitt, to rekordzista Bundesligi pod względem zdobytych bramek dla jednej drużyny – rzucił ich 2875

  - 2. miejsce: 1995/1996, 1996/1997, 1998/1999, 1999/2000, 2002/2003, 2004/2005, 2005/2006, 2007/2008, 2011/2012, 2012/2013, 2015/2016, 2016/2017
  - 3. miejsce: 2000/2001, 2006/2007, 2009/2010, 2013/2014, 2014/2015
- Puchar Niemiec:
  - Zwycięstwo: 2002/2003, 2003/2004, 2004/2005, 2014/2015
- Superpuchar Niemiec:
  - Zwycięstwo: 2000, 2013

Międzynarodowe
- Liga Mistrzów:
  - Zwycięstwo: 2013/2014
  - Finał: 2003/2004, 2006/2007
  - 1/2 finału: 2005/2006
- Puchar EHF:
  - Zwycięstwo: 1996/1997
  - Finał: 1997/1998, 1990/2000
  - 1/2 finału: 1995/1996, 2009/2010
- Puchar Zdobywców Pucharów:
  - Zwycięstwo: 2000/2001, 2011/2012
  - Finał: 2001/2002
- Puchar Miast:
  - Zwycięstwo: 1998/1999[5]

## Kadra w sezonie 2022/2023[7]
| Bramkarze - 1. Benjamin Burić - 20. Kevin Møller Lewoskrzydłowi - 29. August Pedersen - 31. Emil Jakobsen Prawoskrzydłowi - 26. Jóhan Hansen Obrotowi - 4. Johannes Golla - 5. Simon Hald Jensen - 66. Anton Lindskog | Rozgrywający - 14. Teitur Örn Einarsson - 22. Mads Mensah Larsen - 23. Gøran Johannessen - 24. Jim Gottfridsson - 32. Franz Semper - 33. Aaron Mensing - 64. Lasse Møller - 77. Magnus Rød |

## Trenerzy
Od 1990 trenerami drużyny byli:

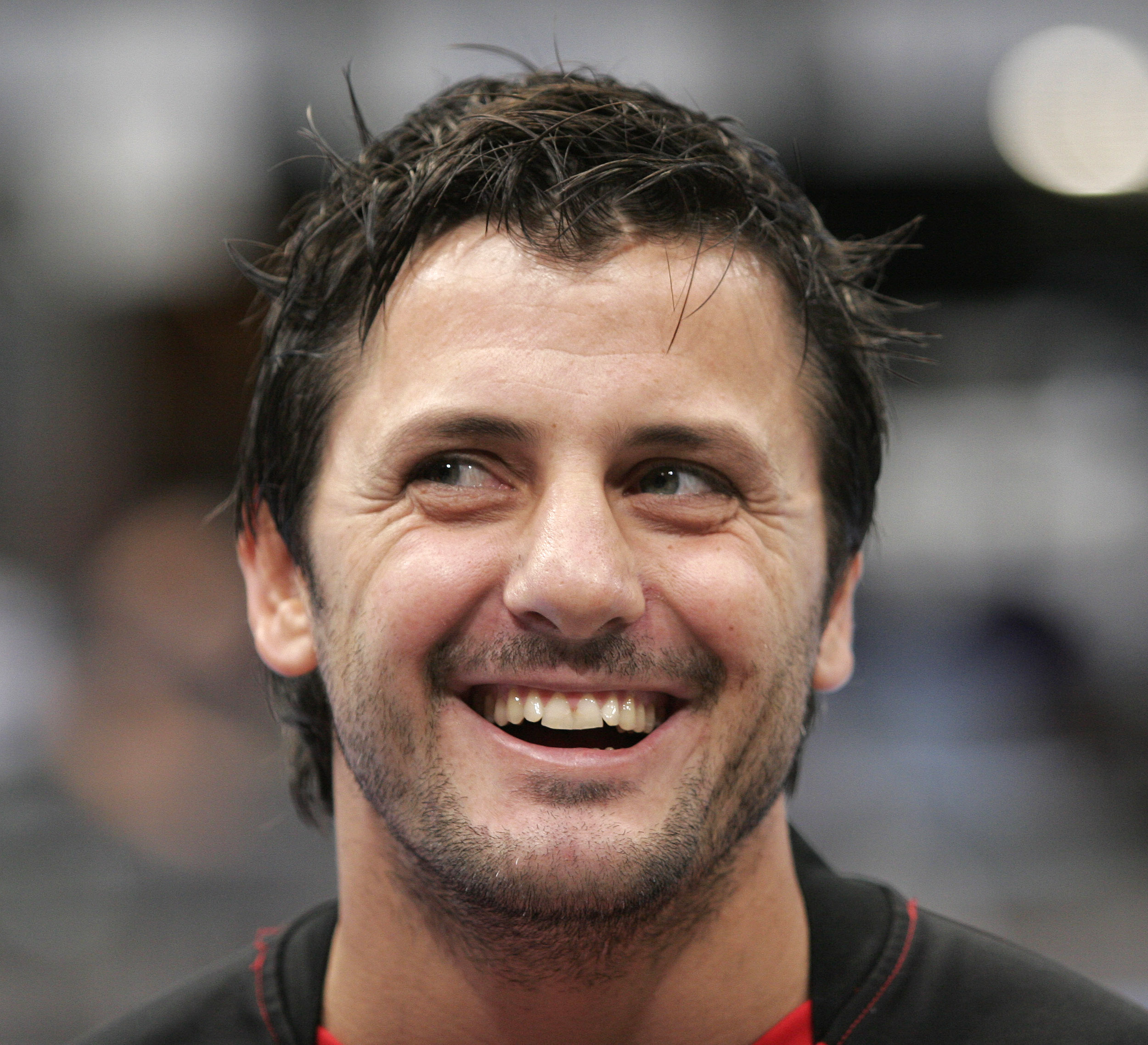
Ljubomir Vranjes poprowadził SG Flensburg-Handewitt do zwycięstwa w Lidze Mistrzów

- Zvonimir Serdarušić (1990–1993)
- Anders Dahl-Nielsen (1993–1998)
- Erik Veje Rasmussen (1998–2003)
- Kent-Harry Andersson (2003–2008)
  -  Viggó Sigurðsson (2006)*
- Per Carlén (2008–2010)
- Ljubomir Vranjes (2010–2017)
- Maik Machulla (od 2017)[9]

* Sigurðsson zastępował tymczasowo Anderssona z powodu problemów zdrowotnych tego drugiego.